# 東柳津站
東柳津站（日语：／ Higashiyanaizu eki */?）是一座位於岐阜縣羽島郡柳津村（現時：岐阜縣岐阜市柳津町），名古屋鐵道竹鼻線的車站（廢站）。

## 歷史
- 1921年（大正10年）6月25日 - 竹鼻鐵道（日语：竹鼻鉄道）（美濃電氣鐵道（日语：美濃電気鉄道）旗下公司）車站啟用。
- 1943年（昭和18年） - 竹鼻鐵道被名古屋鐵道收購，成為名古屋鐵道車站。
- 1944年（昭和19年） - 暫停營業。
- 1969年（昭和44年）4月5日 - 車站被廢除。

## 使用狀況
跟據《岐阜縣統計書》，以下為一年乘車人次和下車人員列表：
| 年度     | 乘車人次（人） | 下車人次（人） | 參考資料 |
| -------- | -------------- | -------------- | -------- |
| 1922年度 | 5,808          | 5,808          | [ 3 ]    |
| 1923年度 |                |                |          |
| 1924年度 |                |                |          |
| 1925年度 | 5,748          | 5,748          | [ 4 ]    |
| 1926年度 | 6,020          | 6,020          | [ 5 ]    |
| 1927年度 |                |                |          |
| 1928年度 |                |                |          |
| 1929年度 |                |                |          |
| 1930年度 | 2,366          | 676            | [ 6 ]    |
| 1931年度 |                |                |          |
| 1932年度 |                |                |          |
| 1933年度 |                |                |          |
| 1934年度 | 0              | 42             | [ 1 ]    |
| 1935年度 | N/A            | 240            | [ 7 ]    |

## 遺址
車站遺址推測是在竹鼻線和岐阜縣道151號岐阜羽島線平交道附近。在AEON柳津店以南約100米附近。

## 相鄰車站
名古屋鐵道
竹鼻線
東須賀－東柳津－西柳津

## 注腳
1. 1 2  『岐阜県統計書. 第44回』（國立國會圖書館數碼化收藏）
2. ↑  鉄道停車場一覧. 昭和12年10月1日現在 （页面存档备份，存于）（日語） 國立國會圖書館數碼化收藏 2020年4月26日參閱。
3. ↑  『岐阜県統計書. （第32回） 第2巻』（國立國會圖書館數碼化收藏）
4. ↑  『岐阜県統計書. 第35回　第1巻 土地戸口ノ部』（國立國會圖書館數碼化收藏）
5. ↑  『岐阜県統計書. 第36回　第1巻 土地戸口土功財政等ノ部』（國立國會圖書館數碼化收藏）
6. ↑  『岐阜県統計書. 第40回 第1巻』（國立國會圖書館數碼化收藏）
7. ↑  『岐阜県統計書. 岐阜県統計書. 第45回 第1巻 （土地・戸口・土功・財政等之部）』（國立國會圖書館數碼化收藏）